# La sposa promessa (film 1985)
La sposa promessa (The Bride) è un film del 1985 diretto da Franc Roddam.
Prende ispirazione dal romanzo di Frankenstein.